# كوتا سايتو
كوتا سايتو (باليابانية: 斎藤 宏太) (10 أبريل 1997 في ياماغاتا في اليابان – )؛ هو لاعب كرة قدم سابق كان يلعب كلاعب وسط.

## وصلات خارجية
- كوتا سايتو على موقع رابطة كرة القدم اليابانية للمحترفين (اليابانية)
- كوتا سايتو على موقع قاعدة بيانات كرة القدم.إي يو (الإنجليزية)